# Lebiodka pospolita
Lebiodka pospolita (Origanum vulgare L.) – gatunek rośliny wieloletniej należący do rodziny jasnotowatych. Rośnie w Afryce Północnej, Europie i Azji. W Polsce występuje na całym terytorium i jest pospolity. Inna nazwa: dziki majeranek. Roślina jest silnie aromatyczna i wykorzystywana jako przyprawa pod nazwą oregano.

## Morfologia

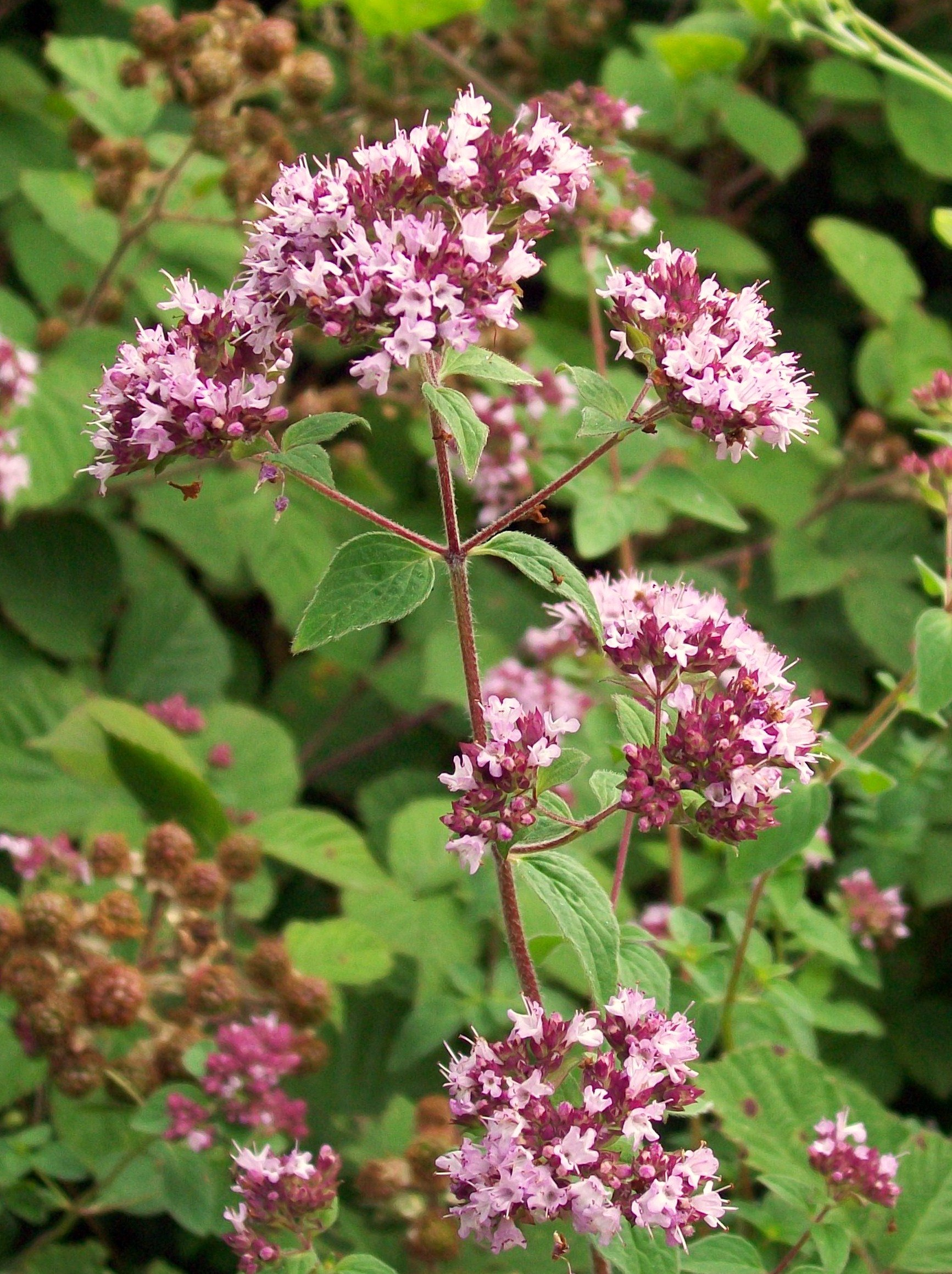
Kwiatostan

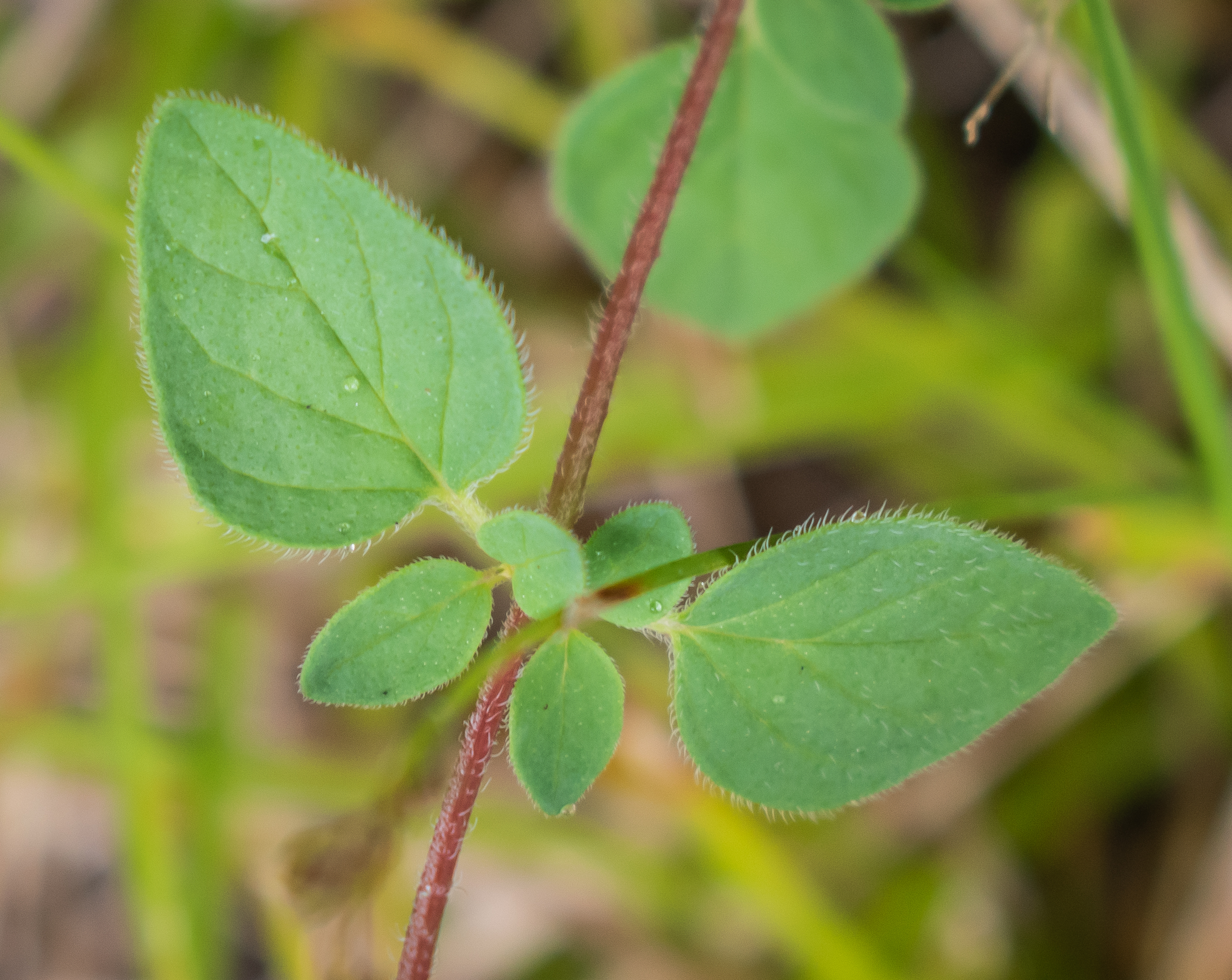
Liście

PokrójBylina o łodygach wyrastających z pełzających kłączy tworzących też rozłogi. Łodygi są wzniesione, proste, owłosione, czterokanciaste, rozgałęzione, o wysokości do 80 cm, czasami nabiegłe purpurowo. Cała roślina wytwarza silny, charakterystyczny zapach.
LiścieUlistnienie naprzeciwległe. Liście są krótkoogonkowe, górne siedzące. Blaszka o długości 10–40 mm, jajowata, całobrzega, czasem słabo, odlegle ząbkowana. Na liściach występują drobne, przeświecające gruczoły zawierające olejki eteryczne.
KwiatyWyrastają w szczytowych podbaldachach. Są przedprątne, jedno, lub obupłciowe, zapylane przez błonkówki. Ich kielich ma jajowatotrójkątne, zaostrzone ząbki, korona o długości 4–6 mm ma różowoliliowy kolor i jest wargowa. 3 klapy dolnej wargi są okrągłe, warga górna i środkowa klapa dolnej wargi są nieco wycięte. Występują małe przykwiatki, o szerokości większej niż ich długość.
OwocRozłupnia zawierająca 4 brunatne, kulistojajowate rozłupki.

## Biologia i ekologia
Bylina, hemikryptofit. Kwitnie od czerwca do września, czasem do października. Rośnie w świetlistych zaroślach i lasach, w murawach kserotermicznych i w innych zbiorowiskach w miejscach nasłonecznionych. W górach sięga zwykle do górnego regla, rzadziej do piętra kosodrzewiny. W klasyfikacji zbiorowisk roślinnych gatunek charakterystyczny dla zbiorowisk okrajkowych Cl. Trifolio-Geranietea, ale rośnie też w płatach roślinności Prunetalia i Festuco-Brometea.

## Zastosowanie

### Roślina lecznicza
- Surowiec zielarski: ziele (Origani Herba). Głównym składnikiem jest olejek eteryczny zwany olejkiem tymolowym, zawierający tymol, karwakrol i seskwiterpeny. Ponadto jako składniki czynne występują garbniki, flawonoidy (apigenina, luteolina), kwas kawowy, kwas ursolowy, kwas rozmarynowy[6] i fitosterole. W owocach obecny śluz (ok. 6%).
- Działanie: wykrztuśne, dezynfekujące, przeciwbiegunkowe, moczopędne, przeciwskurczowe, wiatropędne, odtruwające. Zewnętrznie olejek tymolowy wykorzystuje się do płukania gardła, wzmacniających kąpieli oraz przy trudno gojących się ranach skóry i świądzie. Napar z mieszanki lebiody (zazwyczaj w mieszance z innymi ziołami) działa wiatropędnie i stosowany jest przy atonii jelit, nadmiernej fermentacji jelit, bębnicy, chorobie wrzodowej żołądka i dwunastnicy, niedoczynności wątroby[potrzebny przypis].
- Zbiór i suszenie: zbiera się ziele w okresie kwitnienia i suszy w przewiewnym miejscu (zawieszone w pęczkach)[potrzebny przypis].

### Sztuka kulinarna

#### Przyprawa
- Jako przyprawę wykorzystuje się wysuszone lub świeże liście i kwiatostany rośliny. Oregano cechuje się przyjemnym, gorzkawo-korzennym aromatem[5].
- Często łączone jako przyprawa z bazylią i majerankiem[potrzebny przypis].
- roślina przyprawowa w kuchni wielu narodów, głównie zachodnich. Wchodzi m.in. w skład ziół prowansalskich. Lebiodki używa się do przyprawiania[potrzebny przypis]:
  - sosów
  - pizzy
  - mięsa
  - sałatek
  - potraw z sera
  - potraw z pomidorów
  - potraw z fasoli
  - potraw z bakłażanów
  - owoców morza
  - zup
  - potraw z makaronu
  - pieczonych ziemniaków

#### Napoje alkoholowe
- Używana jest do przyprawiania niektórych wódek, wina wermut, likierów[potrzebny przypis].

### Przemysł drogeryjny
- Wchodzi w skład niektórych kosmetyków, jest składnikiem płynów do kąpieli i do płukania ust[potrzebny przypis].